# Борян Гурген

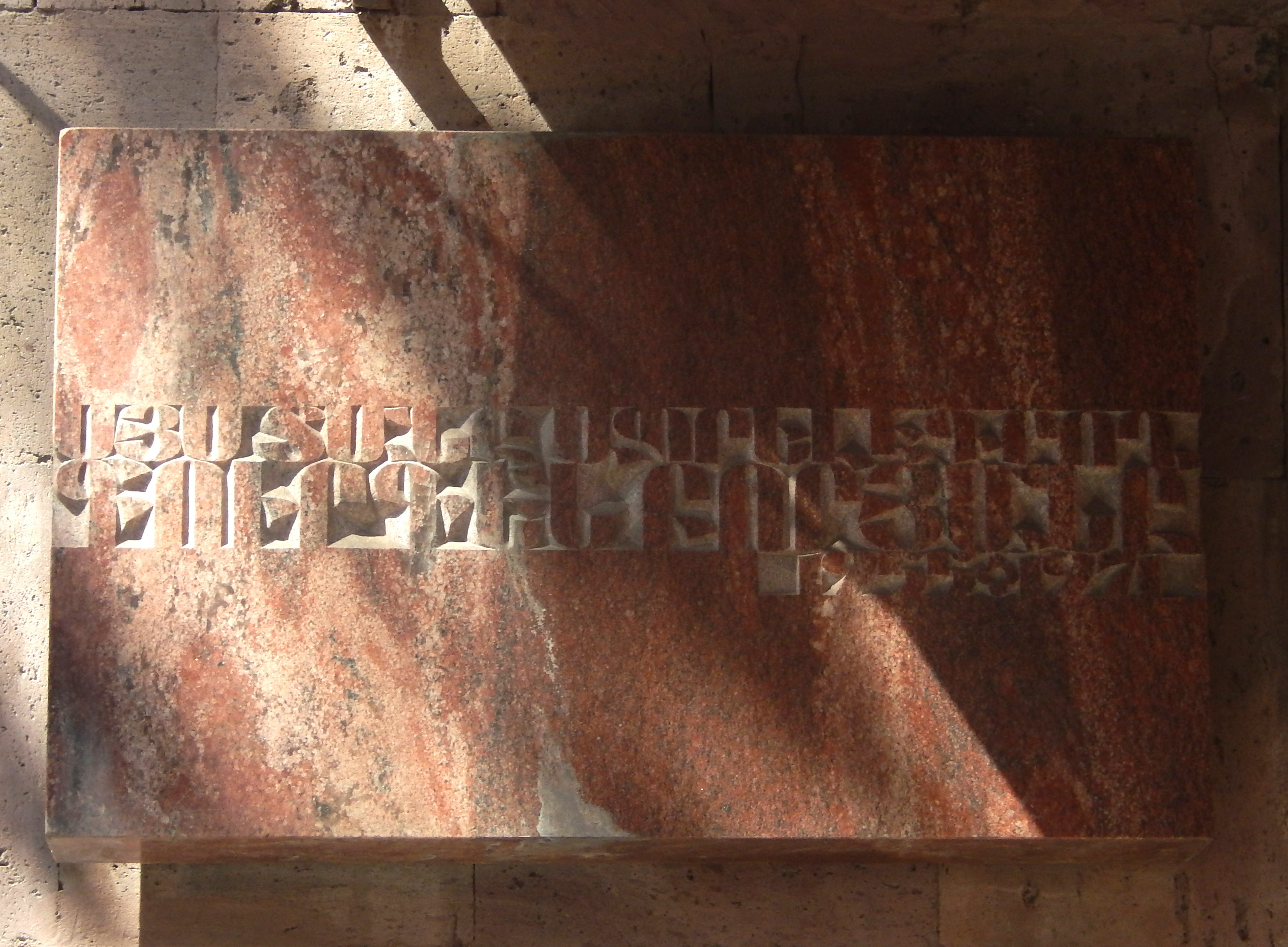

Гурге́н Боря́н  (*20 червня 1915, Шуша — †1971) — вірменський поет і драматург.
Народився в місті Шуша. Почав писати 1930. Перша збірка — «Вірші» (1937). 
Член КПРС з 1940. 
В роки Другої світової війни видані його збірки віршів — «Клятва бійця», «Вогненим язиком», «Заграва». Борян — автор героїчних драм: «На висотах» (1947), «Під одним дахом» (1958). Окремі поезії присвячені Україні («Три брати», «Україна»).
Українською поезії Гургена Боряна переклав Петро Осадчук.